# Sandrine Morand
Pour les articles homonymes, voir Morand.
Sandrine Morand, née le 11 avril 1979, est une curleuse française.

## Biographie
Sandrine Morand est sacrée championne de France de curling à sept reprises (de 2000 à 2005 et en 2008).
Elle participe au Championnat du monde féminin de curling 2000, terminant dixième, et à dix éditions des Championnats d'Europe de curling.